# Tetrastomatopora
Tetrastomatopora is een  monotypisch geslacht van mosdiertjes uit de familie van de Stomatoporidae en de orde Cyclostomatida. De wetenschappelijke naam ervan werd in 1991 voor het eerst geldig gepubliceerd door Moyano.

## Soort
- Tetrastomatopora giselae Moyano, 1991